# نيكولاس كوزين
نيكولاس كوزين (بالفرنسية: Nicolas Cousin)‏ (11 يوليو 1985 بنمور في فرنسا - ) هو لاعب كرة قدم فرنسي في مركز حراسة المرمى. لعب مع باريس سان جيرمان ونادي أنجيه ونادي كريتيل وCS Avion ‏.

## وصلات خارجية
- نيكولاس كوزين على موقع رابطة كرة القدم الفرنسية للمحترفين (الإنجليزية)
- نيكولاس كوزين على موقع قاعدة بيانات كرة القدم.إي يو (الإنجليزية)
- نيكولاس كوزين على موقع ليكيب (الفرنسية)